# Dymasius aureofulvescens
Dymasius aureofulvescens là một loài bọ cánh cứng trong họ Cerambycidae.